# Comuna Bartativ, Horodok
Bartativ (în ucraineană Бартатів) este o comună în raionul Horodok, regiunea Liov, Ucraina, formată din satele Bartativ (reședința) și Volea-Bartativska.

## Demografie
Componența lingvistică a comunei Bartativ
     Ucraineană (100%)
Conform recensământului din 2001, toată populația comunei Bartativ era vorbitoare de ucraineană (100%).